# VS.hu
A VS.hu  online hírportál volt, ami 2013 és 2019 között működött. A lapot kezdetben a New Wave Production Kft. adta ki, később a Közép-Európai Sajtó és Média Alapítványhoz (KESMA) került. 2019. február 12-étől új hír már nem jelenik meg rajta.
Első főszerkesztője Kerényi György volt, aki az indulástól 2014. augusztus 31-ig dolgozott a lapnál. Őt 2014. szeptember 1-jén Lebhardt Olivér váltotta. Az oldal első arculatát Polgár Péter a Mito art directora tervezte. Az indulás után pár hónappal csatlakozott a csapathoz Gryllus Ábris, a jelenlegi arculat az ő tervei alapján készült. A VS Szemerey Tamás üzletember, Matolcsy György jegybankelnök unokatestvérének üzleti érdekeltségéhez tartozott, melyhez jelentős anyagi támogatással járultak hozzá a Magyar Nemzeti Bank (MNB) különböző alapítványai, emiatt 2016-ban a VS szinte egész dolgozói állománya felmondott.

## Története
A portál 2013. november 5-én indult el, Száraz István ötletgazda vezetésével. Az eredeti alapelvek célja szerint: 20-30 éves olvasótábor, újszerű dizájn, politikailag középen álló szerkesztőség, amely tartózkodik az éles véleménynyilvánítástól, de alapos háttéranyagokat állít elő. Száraz állítólag azt elégelte meg, hogy a generációja nem olvas médiát, és nekik, főleg a városi, stabil pártpreferenciával nem rendelkező fiataloknak akart egy igényes, minőségi, „cool” portált csinálni egy csomó újítással, új megközelítéssel. Ennek finanszírozására találta meg aztán Szemerey Tamást, akiknek tetszett a koncepció. A korábban több befektetésben érdekelt Száraz, Szemerey Tamás unokaöccsén, fián, és Matolcsy György fián, Matolcsy Ádámon keresztüli ismeretség révén került kapcsolatba Szemerey-vel, aki az oldal szponzora lett, de ez csak később lett nyilvánvaló. Szemerey sokáig titkolta kilétét, Száraz ugyanakkor garantálta a függetlenséget a lap dolgozóinak. Korábbi dolgozók szerint bár nem verték nagydobra Szemerey háttéremberi pozícióját, mégis nyílt titok volt, hogy ő pénzeli a portált. 
A VS hazai aktuálpolitikával kapcsolatban először csak arra szorítkozott, hogy kormányközeli ügyeket ne ők jelentessenek meg először, legfeljebb csak átvegyenek, és ne támadjanak senkit a kormányból, de később olyan jelzések is érkeztek, hogy írhatnának többet a kormány eredményeiről. Kerényi György főszerkesztő indoklása szerint azért mondott fel 2014 júliusában, mert mást képzelt el a „középen állásról”, mint a tulajdonosi kör, ami értesülések szerint cikk-kéréseket jelentett. Őt 2014. szeptember 1-jén a főszerkesztésben járatlan Lebhardt Olivér váltotta, aki korábban a multimédiás anyagokat készítette. Száraz és Lebhardt közösen döntöttek arról, hogy a VS kezdeti, főleg újoncokból álló szerkesztői állományát gyakorlott újságírókra cseréli, akikből többen az Origotól jöttek, miután felmondtak Sáling Gergő leváltása miatt, de érkeztek máshonnan is. Bár tudták ki áll az újság mögött, úgy hírlett, hogy nincs akadályoztatva a szabad munkavégzés, bármiről lehetett írni. A szerkesztőségben is többféle értékrendű ember dolgozott. Ettől függetlenül voltak esetek, mikor kormányközeli személyekkel kapcsolatos cikkeket kozmetikáztak, de előfordult, hogy a netadó elleni tüntetés környékén tartottak egy szerkesztőségi értekezletet, ahol Lebhardt kifejezetten kérte a kormányt nagyon támadó, harsány címek mellőzését. Volt, aki szerint ennek politikai oka volt, más inkább szakmai megfontoltságot látott benne. Megtörtént az is, hogy azért mondtak fel egy újságírónak, mert az Rogán Antal szavába vágott.
Az újság továbbra is veszteséges volt, ezért 2014 végén Szemerey felszólította Szárazt, hogy találjon ki valamit, különben vége az újságnak. Ezután kezdett a New Wave pályázni az MNB alapítványainál, és az ott nyert pénzekkel finanszírozta tovább a portált. Mindez azután derült ki, hogy Joó Hajnalka újságíró kiperelte az MNB-től annak alapítványainak a támogatásairól szóló adatokat, amik 2016. április 22-én kerültek nyilvánosságra. Ezekből nemcsak az vált egyértelművé, hogy a jegybankelnök unokaöccsének érdekeltségébe tartozik a lap, ami több mint félmilliárdos MNB-s támogatást kapott, de a VS környékén is felgyorsultak az események és az addigi dolgozók felmondtak az újságnál, mert nem kívántak „Matolcsy magánújságjánál” dolgozni. Ezzel kapcsolatban április 24-én közleményt is kiadtak, majd április 25-én Lebhardt Olivér főszerkesztő lemondása után  még aznap felmondtak más munkatársak is .
Az eset után a portált „újságíróképző és kísérletező műhelynek” akarták használni Makai József vezetésével, de így sem tudott fennmaradni, ezért három év múlva, 2019-ben megszűnt.

## Kiemelt rovatai
- Versus – Átfogó és kiegyensúlyozott véleményrovat, amelyben egy-egy adott témáról 7-8 szakértő fejti ki véleményét, naponta frissülő hozzászólásokkal.
- Mega – Digitális történetmesélés, ahol a sztorinak szerves része a hang, a kép és a szöveg. XXI. századi médiaélmény, amit eddig csak a New York Times és a Guardian tudott.
- Videó – A videó rovatban díjnyertes videós csapat riportjai és fikciós sorozatai a legfontosabb kulturális és közéleti témákra reflektálnak.

## Főszerkesztői
- Kerényi György (2013-2014)
- Lebhardt Olivér (2014-2016)

## Rovatvezetői
- Megbízott szerkesztő: Makai József

## Díjai
- Online-Video Award 2014 - Mit ér meg London? - 4 részes sorozat, 1. díj
- Online-Video Award 2014 - Mi van a burkolat mögött? - Corvin Áruház, 2. díj[halott link]
- Online-Video Award 2014 - Betondzsungel – különdíj[halott link]
- Szegő Tamás díj - Simon Krisztián újságírónak 2014 - Hosszú az út a felszínre, 1. díj
- Magyar Sajtófotó Pályázat 2014 - Hirling Bálint 1. - Termelők a Nagybani piacon Emberábrázolás - Portré (sorozat) - 2. hely
- Magyar Sajtófotó Pályázat 2014 - Hirling Bálint 2. - Madár utolsó mérkőzése - Sport (sorozat) - 3. hely
- Magyar Sajtófotó Pályázat 2014 - Mohai Balázs - Highline a Szellemvárosban - Sport (sorozat) - 1. hely
- Online Video Award 2015 - Elszalasztott Szerelmek - Fődíj
- Online Video Award 2015 - Az isten háta mögött Mega cikk - Különdíj
- Online Video Award 2015 - Mivan? című animációs sorozat - rövidfilmek, online sorozatok, dokumentumfilmek kategória - 3. hely
- Online Video Award 2015 - Mit ér meg Dubaj? - rövidfilmek, online sorozatok, dokumentumfilmek kategória - 3. hely
- Media Design 2015 - VS.hu - Web főkategória - Információs oldalak - Aranyérem Archiválva 2015. december 10-i dátummal a Wayback Machine-ben